# Sarah Mary Fitton
Pour les articles homonymes, voir Fitton.
Sarah Fitton (vers 1791 - Paris, 30 mars 1874) est une écrivaine et une botaniste irlandaise. Assistée de sa sœur Elizabeth, Sarah Fitton écrit Conversations on Botany (1817), encadrée comme une série de conversations entre une mère et son fils sur la botanique et les principes de la taxonomie linnéenne. Le livre se concentre sur l'identification et l'utilisation des plantes dans un cadre domestique et a influencé la popularité de la botanique comme domaine d'étude scientifique pour les femmes. Les gravures en couleur diffèrent d'une édition du livre à l'autre.

## Biographie

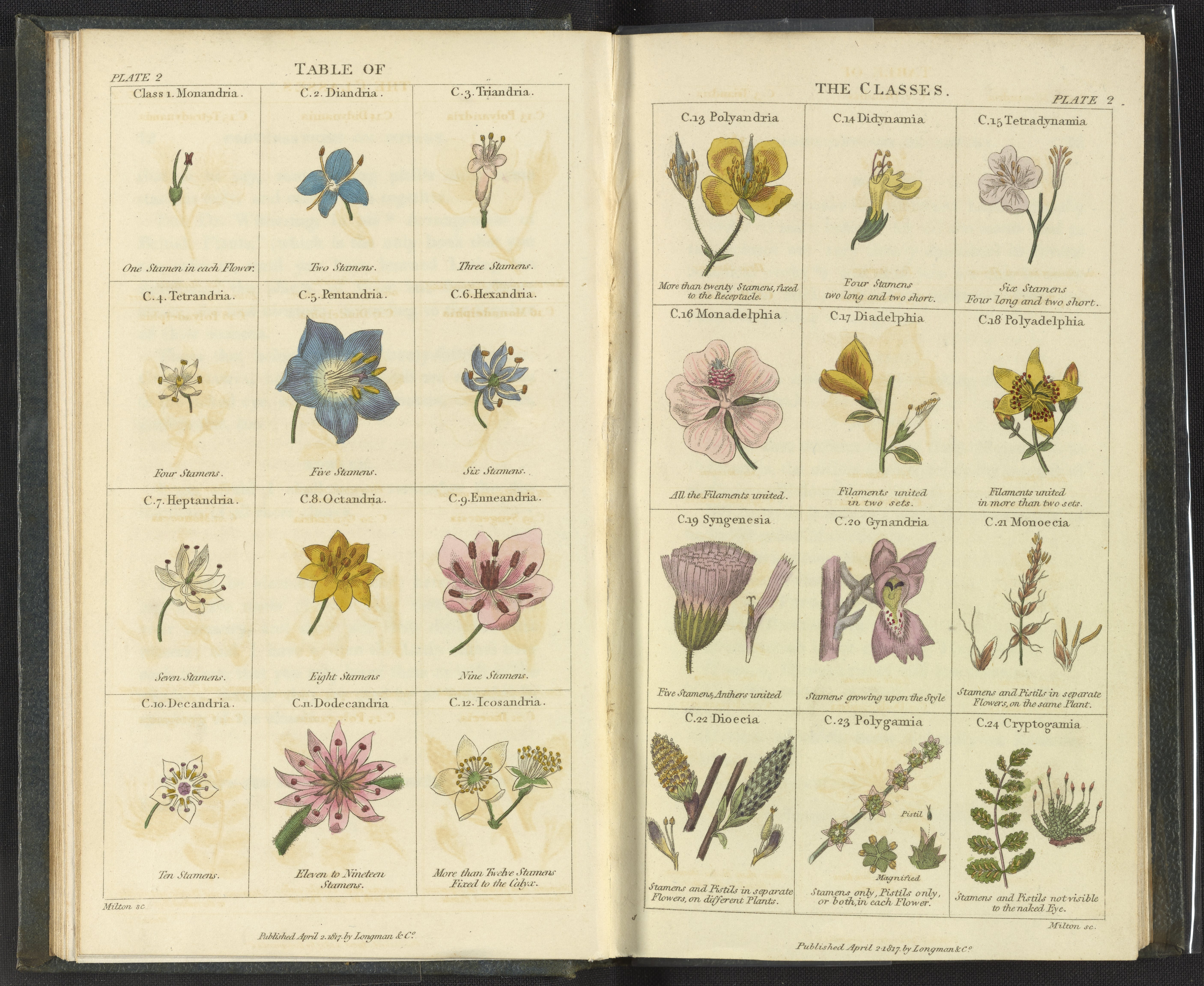
Planche 2, Tableau des classes, Conversations on Botany, 1817, gravé par Thomas Milton

Pavot rouge commun, Papaver rhoeas, Conversations on Botany, 1817, gravé par Thomas Milton

Sarah Mary (ou Margaret) Fitton est née à Dublin de Nicholas Fitton, un avocat de Dublin, et de son épouse Jane Greene. Elle a un frère, William Henry Fitton, et deux sœurs, Elizabeth (fl. 1817-1834) et Susanna. Pendant une grande partie de leur vie, Sarah, ses sœurs et sa mère suivent leur frère William, d'abord à Édimbourg, puis Northampton et Londres. William est formé comme médecin et est géologue de profession. Il est actif dans les cercles scientifiques à la fois professionnellement et socialement, y compris parmi son cercle d'amis des notables tels que le botaniste Robert Brown, de la Linnean Society de Londres. En 1817, Sarah et Elizabeth Fitton publient Conversations on Botany. En 1820, William épouse l'héritière Maria James, lui permettant d'abandonner la pratique médicale, de suivre ses intérêts de gentleman scientifique et de voyager.
Sarah Fitton prend sans doute un poste de gouvernante en France à une certaine période, vu qu'elle décrit une telle situation dans How I became a governess (1861). En plus de sa vulgarisation de la botanique, Fitton écrit d'autres livres pédagogiques et des nouvelles pour enfants. Ses Conversations on Harmony (1855), un travail sur la musique, est dédié à Cipriani Potter de la Royal Academy of Music de Londres. Il est publié en anglais et en français. Little by Little (1857) est constitué de leçons de lecture de musique. Son dernier livre est publié en 1866.
En tant que contributrice aux histoires courtes au magazine Household Words de Charles Dickens, elle est décrite comme une « résidente de longue date à Paris» et vit au 15 rue de la Ville-l'Évêque. À Paris, Eugène Sue, Elizabeth Barrett Browning, John Kenyon, le major Henry Carmichael-Smyth (1780-1861) et son épouse Anne Carmichael-Smyth (née Becher, anciennement Thackeray, 1792-1864) sont des connaissances de Fitton. Madame Browning la décrit en 1851 comme « une femme âgée, astucieuse et gentille », « célibataire, riche et nullement jeune, qui nous a appelés - et il semble y avoir beaucoup en elle »,.
Sarah Fitton meurt à Paris le 30 mars 1874 au 15 rue de la Ville-l'Évêque,.

## Écriture et travaux botaniques

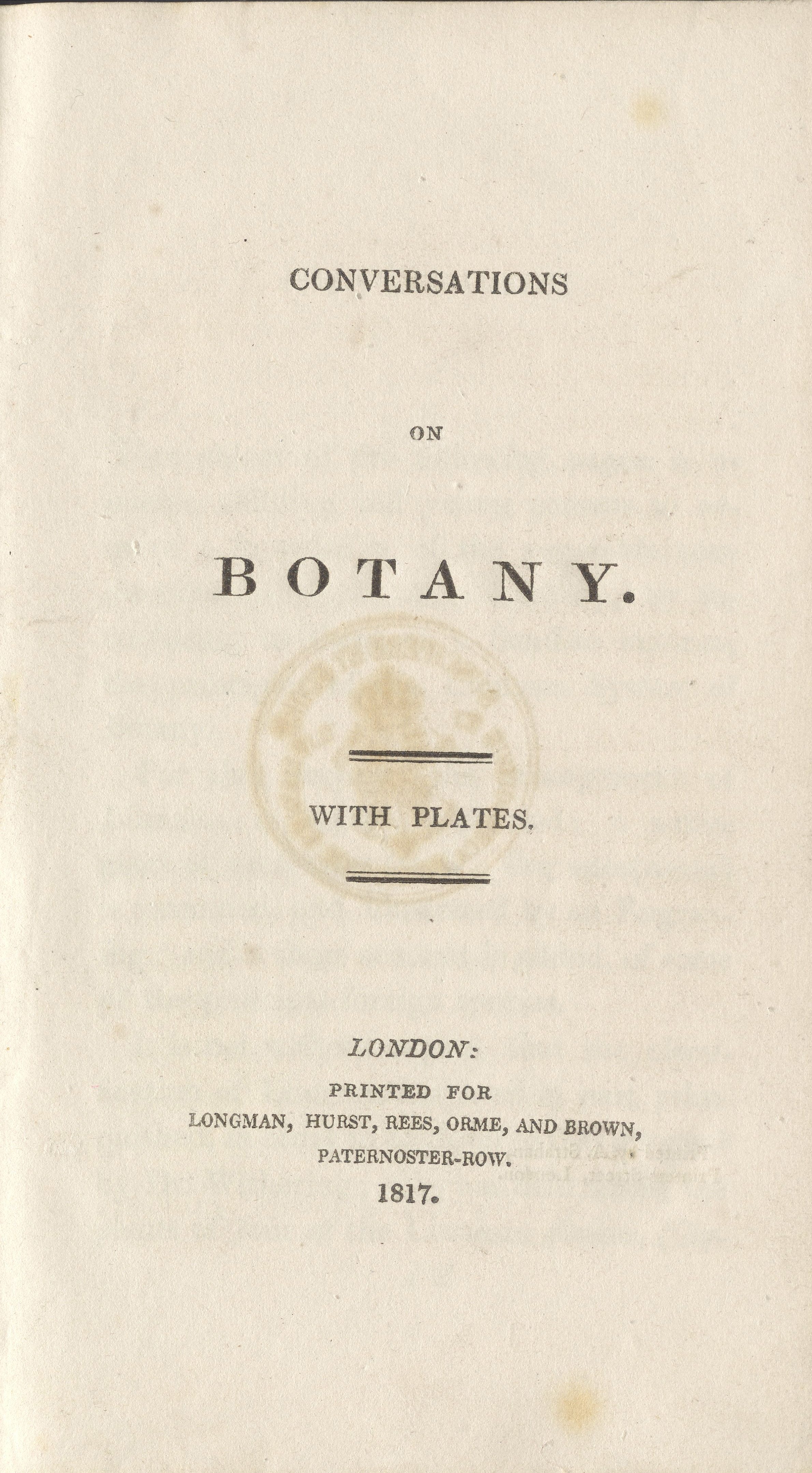
Page de titre, Conversations sur la botanique, 1817

Fitton est connue pour avoir co-écrit Conversations on Botany avec sa sœur Elizabeth, publié pour la première fois en 1817  Les conversations sur la botanique ont connu neuf éditions entre 1817 et 1840  Le livre est composé de 18 conversations entre une mère et son fils qui couvrent les principes du système de classification linnéen et des éléments de botanique utile. Les principes d'arrangement reflètent également les idées de William Withering, dans Un arrangement botanique de plantes britanniques. Les conversations sur la botanique sont créditées, ainsi que d'autres œuvres contemporaines, de favoriser la popularité de la botanique auprès des femmes,.
Les premières éditions de Conversations on Botany ont été publiées de manière anonyme, bien que les éditions ultérieures montrent que la majorité du texte a été écrite par Sarah Fitton, assistée d'Elizabeth. La co-paternité est souvent attribuée à tort à Maria Elizabetha Jacson ou Jane Marcet. Les première et deuxième éditions du livre ont été illustrées avec des plaques marquées "Milton sc", indiquant qu'elles ont été gravées par Thomas Milton,. Par l'édition de 1840, cependant, les plaques ont été marquées "Sowerby sc", indiquant le travail de l'un de la famille Sowerby.
Le livre de Sarah Fitton The Four Seasons: A short account of the structure of plants (1865) s'appuie sur le contenu de Conversations, mais a été écrit pour un public très différent, membres de l'Institut des hommes qui travaillent à Paris. Le botaniste belge Eugène Coemans a nommé un genre d'arbustes à fleurs vivaces Fittonia en l'honneur des sœurs Fitton en 1865 ,

## Publications
- Sarah Mary Fitton et Elizabeth Fitton, Conversations on Botany, London, England, Longman, Hurst, Rees, Orme, and Brown, 1817
- Sarah Mary Fitton, Conversations on Harmony, London, England, Longman, Brown, Green, and Longmans, 1855 (lire en ligne)
- Peu à peu, une série de leçons graduées sur l'art de lire la musique (1863)
- Quatre saisons: un bref compte rendu de la structure des plantes (1865)